# Усть-Джилинда
Усть-Джилинда́ — посёлок в Баунтовском эвенкийском районе Бурятии. Административный центр сельского поселения «Усть-Джилиндинское эвенкийское».

## География
Расположен в 137 км (по прямой) к юго-западу от районного центра, села Багдарин, на левом берегу Витима, выше впадения в него реки Джилинды (эвенк. Делиӈда — «тайменная река»).

## Население
| 2002 | 2010 | 2025 |
| ---- | ---- | ---- |
| 463  | ↘307 | ↘225 |

## Инфраструктура
Администрация сельского поселения, основная общеобразовательная школа, детский сад, сельский клуб, библиотека, фельдшерско-акушерский пункт.